# The Original Modern Lovers
The Original Modern Lovers je hudební album americké skupiny The Modern Lovers. Vydáno bylo v roce 1981 společností Mohawk Records, jejímž vlastníkem byl Kim Fowley (jde o druhou a poslední nahrávku, kterou toto vydavatelství vydalo). Pozdější reedice desky vydávala firma Bomp! Records, což byla mateřská společnost vydavatelství Mohawk Records. Nahrávky pochází z roku 1972, kdy byly nahrány pod produkčním dohledem právě Kima Fowleyho. Kapela původně na svých prvních nahrávkách pracovala s producentem Johnem Calem pro společnost Warner Bros. Records a následně s Alanem Masonem a Robertem Apperem pro A&M Records. Tyto nakonec vyšly roku 1976, tj. až po rozpadu kapely, na albu The Modern Lovers. Následně společnost Warner Bros. Records najala právě Fowleyho, aby produkoval další nahrávky kapely. Ty však vyšly až v roce 1981 na tomto albu.

## Seznam skladeb
1. Road Runner #1
2. She Cracked
3. Astral Plain
4. I'm Straight
5. Walk Up the Street
6. I Wanna Sleep
7. Don't Let Our Youth Go to Waste
8. Dance with Me
9. Girlfren
10. Road Runner #2

## Obsazení
- Jonathan Richman – zpěv, kytara
- Jerry Harrison – klavír, varhany, doprovodné vokály
- Ernie Brooks – baskytara, doprovodné vokály
- David Robinson – bicí, doprovodné vokály